# Dragon Ball Z
Dragon Ball Z (японски: ドラゴンボールZ, Doragon Bōru Zetto, често използвано съкращение е DBZ) е японски анимиционен телевизионен сериал, издаден от Toei Doga (сега Toei Animation). „Dragon Ball Z“ е продължение на анимето „Dragon Ball“, което покрива първите 16 глави (от общо 42) от мангата „Dragon Ball“, създадена от Акира Торияма, докато Dragon Ball Z е създадено по последните 26. Анимето „Dragon Ball Z“ е пуснато в ефир в Япония от 26 април 1989 до 31 януари 1996 и е озвучено на няколко езика, включително и английски.

## Сюжет
Сериите проследяват приключенията на Гоку (Goku/Son Goku) който, заедно със своите спътници, защитава Земята (и други планети) от различни суперзлодеи. „Dragon Ball“ проследява детството и юношеството на Гоку, а „Dragon Ball Z“ – живота му като възрастен и съзряването на първия му син Гохан (Gohan/Son Gohan). Сериите също така проследяват промяната на неговите съперници Пиколо (Piccolo/Piccolo Jr.) и Веджита (Vegeta) от зли към добри. Между ранните и по-късните серии има значителна разлика. Сериите в „Dragon Ball Z“ стават по-драматични и сериозни с появявата на злодеи, заплашващи общата сигурност или извършващи масови убийства или геноцид. Единствените, които могат да ги спрат, са Гоку и неговите спътници, често наричани Зет Бойците (The Z Fighters).
Анимацията е продължение на оригиналния Dragon Ball, но събитията не са свързани с предишния сезон.